# Wyspy Salomona na Letnich Igrzyskach Olimpijskich 2008
Reprezentacja Wysp Salomona na Letnich Igrzyskach Olimpijskich 2008 liczyła troje zawodników (dwie kobiety i mężczyzna). Wyspy Salomona miały swoich przedstawicieli w dwóch spośród 28 rozgrywanych dyscyplin. Zawodnicy z tego kraju nie zdobyli żadnego medalu. Chorążym reprezentacji była sztangistka Wendy Hale. Najmłodszą reprezentantką tego państwa na Letnich Igrzyskach Olimpijskich 2008 była 20-letnia lekkoatletka Pauline Kwalea, a najstarszym przedstawicielem tego kraju był 26-letni lekkoatleta Francis Manioru. Dwoje zawodników debiutowało na igrzyskach.
Był to siódmy start tej reprezentacji na igrzyskach olimpijskich. Najlepszym wynikiem, jaki osiągnęli reprezentanci tego wyspiarskiego państwa na Letnich Igrzyskach Olimpijskich 2008, była 12. pozycja, jaką Hale zajęła w rywalizacji sztangistek w kategorii wagowej do 58 kg.

## Tło startu
Narodowy Komitet Olimpijski Wysp Salomona powstał w 1983 roku i tego samego roku został zatwierdzony przez MKOl. Od tego czasu Komitet Olimpijski tegoż kraju zgłasza reprezentacje Wysp Salomona do udziału w najważniejszych imprezach międzynarodowych takich jak igrzyska Pacyfiku, czy igrzyska olimpijskie.
Wyspy Salomona na letnich igrzyskach olimpijskich zadebiutowały w 1984 roku. Jej reprezentanci do czasu startu w igrzyskach w Pekinie nie zdobyli żadnego medalu.

## Statystyki według dyscyplin
Spośród dwudziestu ośmiu dyscyplin sportowych, które Międzynarodowy Komitet Olimpijski włączył do kalendarza igrzysk, reprezentacja Wysp Salomona wzięła udział w dwóch. W lekkoatletyce Narodowy Komitet Olimpijski tegoż kraju wystawił dwoje zawodników, zaś w podnoszeniu ciężarów Narodowy Komitet Olimpijski Wysp Salomona wystawił jedną zawodniczkę.
| Lp.     | Sport                | Mężczyźni | Kobiety | Łącznie |
| ------- | -------------------- | --------- | ------- | ------- |
| 1.      | Lekkoatletyka        | 1         | 1       | 2       |
| 2.      | Podnoszenie ciężarów | 0         | 1       | 1       |
| Łącznie | Łącznie              | 1         | 2       | 3       |

## Występy reprezentantów Wysp Salomona

### Lekkoatletyka
Wyspy Salomona w lekkoatletyce reprezentowało dwoje zawodników – jeden mężczyzna i jedna kobieta. Każde z nich wystartowało w jednej konkurencji. Początkowo Pauline Kwalea i Francis Manioru nie zakwalifikowali się do udziału w Letnich Igrzyskach Olimpijskich 2008, gdyż nie uzyskali wymaganego minimum kwalifikacyjnego. Zgodnie z przepisami przyjętymi przez IAAF każdy kraj, w którym żaden z zawodników nie wypełnił minimum kwalifikacyjnego, otrzymał zaproszenie do zgłoszenia do Letnich Igrzysk Olimpijskich 2008 nie więcej niż 2 lekkoatletów.
Jako pierwszy podczas igrzysk w Pekinie wystartował Francis Manioru, który wziął udział w rywalizacji sprinterów w biegu na 100 metrów. Eliminacje rozpoczęły się 15 sierpnia 2008 roku o godzinie 9:45. Manioru startował w pierwszym biegu eliminacyjnym, który odbył się o tej samej godzinie. Podczas tego biegu wiatr był niekorzystny; jego siła wyniosła 0,2 metra na sekundę. Z wynikiem 11,09 zajął ostatnie, 8. miejsce, co w łącznej klasyfikacji dało mu 68. miejsce na 80 sklasyfikowanych zawodników. Jego czas reakcji wyniósł 0,197 sekundy. Zwycięzcą tej konkurencji został Usain Bolt z Jamajki.
Jako druga podczas igrzysk wystartowała Pauline Kwalea, która wzięła udział w rywalizacji sprinterek w biegu na 100 metrów. Eliminacje tej konkurencji rozpoczęły się 16 sierpnia 2008 roku o godzinie 10:50. Kwalea startowała w szóstym biegu eliminacyjnym, który odbył się o godzinie 11:25. Podczas tego biegu wiatr był niekorzystny; jego siła wyniosła 0,9 metra na sekundę. Z wynikiem 13,28 zajęła ostatnie, 8. miejsce w swoim biegu eliminacyjnym, co w łącznej klasyfikacji dało jej 74. miejsce w gronie 84 zawodniczek. Zwyciężczynią tej konkurencji została Shelly-Ann Fraser z Jamajki.
Mężczyźni
| Zawodnik        | Konkurencja   | Bieg eliminacyjny | Bieg eliminacyjny | Półfinał                     | Półfinał                     | Finał                        | Finał                        | Miejsce |
| Zawodnik        | Konkurencja   | Wynik             | Miejsce           | Wynik                        | Miejsce                      | Wynik                        | Miejsce                      | Miejsce |
| --------------- | ------------- | ----------------- | ----------------- | ---------------------------- | ---------------------------- | ---------------------------- | ---------------------------- | ------- |
| Francis Manioru | bieg na 100 m | 11,09             | 8.                | Odpadł z dalszej rywalizacji | Odpadł z dalszej rywalizacji | Odpadł z dalszej rywalizacji | Odpadł z dalszej rywalizacji | 68.     |

Kobiety
| Zawodnik       | Konkurencja   | Bieg eliminacyjny | Bieg eliminacyjny | Półfinał                      | Półfinał                      | Finał                         | Finał                         | Miejsce |
| Zawodnik       | Konkurencja   | Wynik             | Miejsce           | Wynik                         | Miejsce                       | Wynik                         | Miejsce                       | Miejsce |
| -------------- | ------------- | ----------------- | ----------------- | ----------------------------- | ----------------------------- | ----------------------------- | ----------------------------- | ------- |
| Pauline Kwalea | bieg na 100 m | 13,28             | 8.                | Odpadła z dalszej rywalizacji | Odpadła z dalszej rywalizacji | Odpadła z dalszej rywalizacji | Odpadła z dalszej rywalizacji | 74.     |

### Podnoszenie ciężarów
Wyspy Salomona w podnoszeniu ciężarów reprezentowała jedna zawodniczka – Wendy Hale. Nie awansowała przez kwalifikacje drużynowe, jednak otrzymała zaproszenie do udziału w igrzyskach. Były to jej pierwsze igrzyska.
W Pekinie wystartowała w kategorii wagowej do 58 kilogramów. Zawody w tej kategorii odbyły się 11 sierpnia 2008 roku. Była to szósta konkurencja podnoszenia ciężarów na igrzyskach w Pekinie. Hale wystartowała w grupie A. W rwaniu dwie próby na 74 i 78 kilogramów miała udane, natomiast próbę na 82 kilogramy spaliła. Rwanie zakończyła z wynikiem 78 kilogramów. W podrzucie jedną próbę na 95 kilogramów zaliczyła, a dwie pozostałe próby na 100 kilogramów spaliła. Podrzut zakończyła z wynikiem 95 kilogramów, i z wynikiem 173 kilogramów w dwuboju zajęła ostatnie, 12. miejsce. Zwyciężczynią tej konkurencji została Chen Yanqing z Chin.
| Miejsce | Zawodniczka | Grupa | Waga ciała | Rwanie (kg) | Rwanie (kg) | Rwanie (kg) | Rwanie (kg) | Podrzut (kg) | Podrzut (kg) | Podrzut (kg) | Podrzut (kg) | Dwubój |
| Miejsce | Zawodniczka | Grupa | Waga ciała | 1           | 2           | 3           | Wynik       | 1            | 2            | 3            | Wynik        | Dwubój |
| ------- | ----------- | ----- | ---------- | ----------- | ----------- | ----------- | ----------- | ------------ | ------------ | ------------ | ------------ | ------ |
| 12      | Wendy Hale  | A     | 57,15      | 74          | 78          | 82          | 78          | 95           | 100          | 100          | 95           | 173    |